# 速水堅曹
速水 堅曹（はやみ けんそう、天保10年6月13日（1839年7月23日）- 大正2年（1913年）1月17日）は、日本の製糸技術者。経営センスを買われて農商務省に出仕した。前橋藩が営む日本で最初の器械製糸所である前橋製糸所を開設し、その後、官営富岡製糸場の所長を2度務めた（1879年3月–1880年11月、1885年2月–1893年10月）。
2006年に65歳以前を回顧した自叙伝が発見された。
大久保利通が推進した殖産興業の柱の一つである製糸業の技術スペシャリストとして活動した。生糸取引の民営化を主張し、日本初の生糸直（じか）輸出専門商社である横浜同伸会社の取締役社長の座についた。業界の課題は蚕種と#繭質の統一にあると指摘し、政府による#原蚕種製造所建設により原料となる繭の品質を高めること、生糸の取引を民営化する蚕糸業法制定の礎を築いた。名前の欧文表記は Kenzo Hayami もしくは Kenso Hayami。

## 人物
1839年（天保10年）川越藩士の子として川越に生まれる。前橋藩が立藩し、1867年（慶應3年）藩主の松平直克が前橋に移封されると#深沢雄象らとともに前橋に移り、前橋藩士となった。1870年（明治3年）、日本で最初の器械製糸所である藩営の前橋製糸所を前橋に開設。スイス人技師カスパル・ミューラーから直接、器械製糸技術を学び、終生をかけて日本最高の製糸技術者の地位を築いた。
早くから製糸技術の指導を始めて、群馬県内のみならず全国への器械製糸の普及にも貢献した。その後、福島県の二本松製糸所の設立・開業を指導。内務省に出仕し、政府から万国博覧会や内国勧業博覧会などの繭・生糸審査官を度々任命され、内外の博覧会での繭生糸審査法を確立した。生糸の輸出販売を民営化しようと設立した専門商社取締役社長として、元ニューヨーク領事の高木三郎らとともに全国から生糸を集めて輸出し、日本の製糸業の発展に尽力した。

### 蚕種生糸関連の法改定
『憲法類編』に見る蚕種生糸関連の法改定の動きは、1873-1874年頃に進展を見る。
- 「自第10至第11　物品運送法則被定ノ事 蚕種生糸」
- 「自第22至第34　蚕種製造」
- 「自第35至第45　生糸製造取締等ノ事」[15]。

租税その他に関して1874年（明治7年）に布告した内容は「第67号 酒造絞油商舩並生糸牛馬売買鑑札規則追加」、「第68号 合衆国費拉特費府（フィラデルフィア）博覧会ヘ（後略）」がある。

### アメリカ視察
明治政府はアメリカ建国100周年記念のフィラデルフィア万国博覧会に、輸出振興・外貨獲得のため西郷従道を最高責任者として出展する。
政府は1876年（明治9年）の年明け早々、同博覧会をにらんで特別使節をアメリカに送った。外国政府では最大予算を投じて大工を多数派遣し、日本家屋のパビリオンを建てさせた。日本茶、陶磁器の工芸品やその他伝統的産品に加えて最優秀の生糸や絹織物等の展示を行った。特に注目を集めた出展は絢爛豪華な一対の有田焼（伊万里焼）の大型の花瓶で、耳付で雲龍文を色絵で彩り三足を施したもので（銘款「年木庵喜三」）、同博覧会の金賞を獲得した。これら出展物は後進国と見なされていた日本への関心と評価を非常に高めた。『ニューヨーク・ヘラルド』紙の記者は、「ブロンズ製品や絹ではフランスに優り、木工、家具陶磁器で世界に冠たる日本をなぜ文明途上を呼べるだろうか」と記事に書いた。
速水も勧業大属の職名を得ると、生糸・絹織物の審査官として同使節に加わり、7月に博覧会視察を終えた一行は、市場視察とともに日本製生糸の売込みを図った。在ニューヨーク日本副領事富田鉄之助（#アメリカ絹業協会名誉理事を兼務）が速水の案内役を務めた。神鞭知常（内務省勧業寮ニューヨーク駐在員）らとも出会った速水は、ニューヨークとその周辺で絹織物の調査を行い、ニュージャージー州の新興産業都市パターソン市（別名：シルク・シティ）で多くの製糸、紡績工場、染色工場を視察。コネチカット州マンチェスター市では広大な敷地の絹紡績会社チニー・ブラザーズ社（Cheney Brothers）などを視察する。
在米中の7月24日にはB・リチャードソン（アメリカ絹業協会理事）とも面識を得て、各国生糸の比較をした。2度目の訪問時、持参した#星野長太郎主宰の生糸1かせを試験的に解くように促すと、まったく切れないまま繰ることができてアメリカ側の一同は工女に至るまで多いに感動した。このような上等糸ならポンドで8.5ドルにもなると聞かされ、速水はその高額の評価に驚き、同博覧会終了後もアメリカ各地を巡回視察して、外国産の繭や生糸を多数収集した。これらは1879年（明治12年）、横浜生糸繭共進会に参考出品することになる。
1879年（明治12年）より官営富岡製糸場の3代目所長を務めた。一旦、同製糸場を離れた後に1885年（明治18年）からは5代目所長として復帰し、富岡製糸場が三井家に払い下げられるまでの8年間、通算で10年余にわたって同所長を続け工場の経営改善に取り組んだ。富岡製糸場の所長在任中だけでなく退任後も、指導的立場から全国各地の製糸所に対する技術指導を活発に行い、製糸技術の改良・普及、生糸の品質向上に腐心し、後進の育成に取り組んだ。

## 年譜

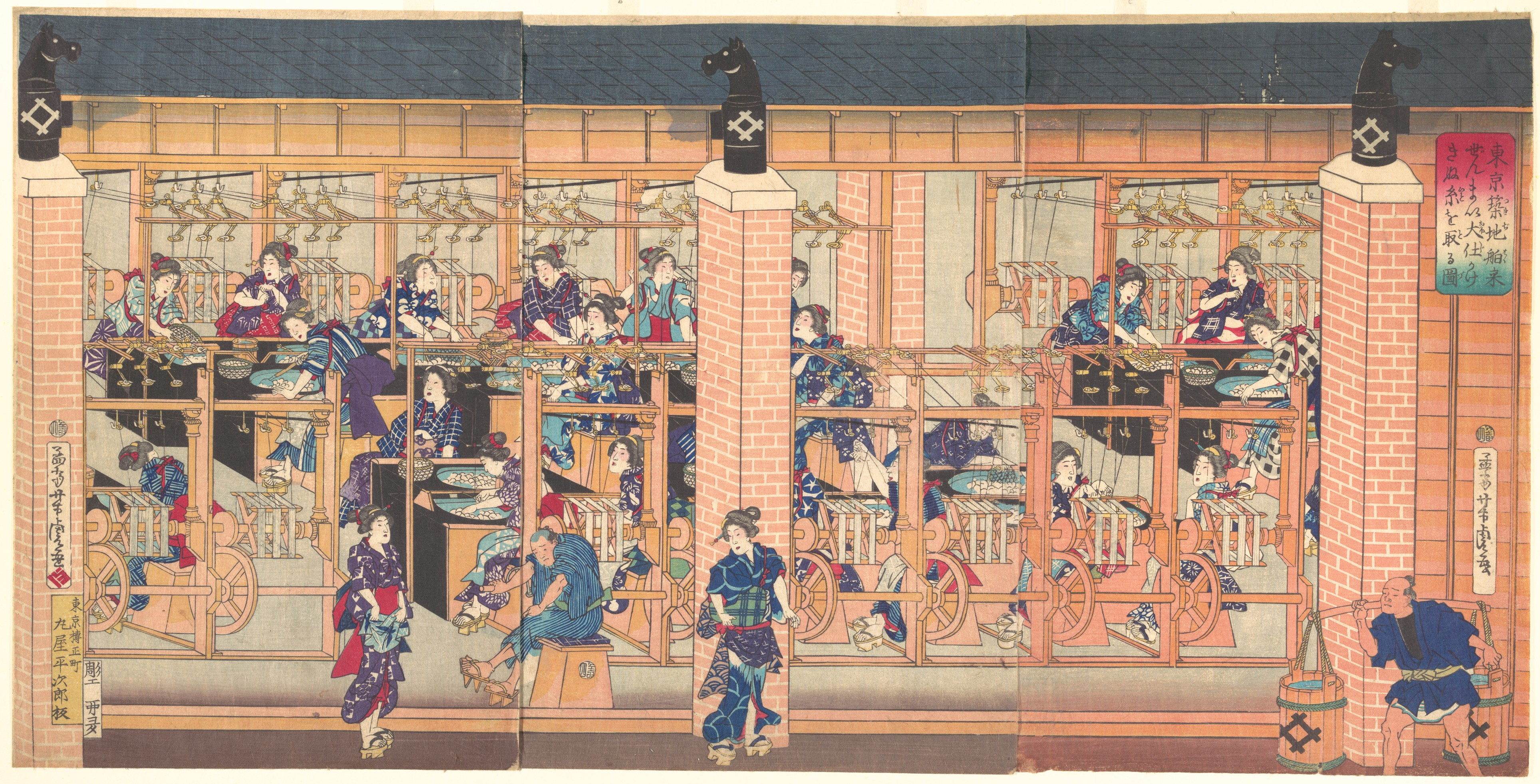
築地製糸場を描いた浮世絵。歌川芳虎画、1872年

- 1839年（天保10年）：武蔵国川越（現埼玉県川越市）で、川越藩下級藩士速水政信の3男に生まれた。
- 1842年（天保13年）：3歳から手習教本である『古状揃』などを学びはじめ、読み書き、算術などを学んだ。
- 1849年（嘉永2年）：11歳の時に家督を継いだ。本禄7石2人扶持。
- 1856年（安政3年）：幼少の頃より学問に精進し、14歳で初出仕。黒船警備、京都勤務に就く。
- 1864年（文久4年）：石浜幸と結婚。
- 1867年（慶應3年）：幕命による藩主松平直克の前橋藩への移封に伴い、速水堅曹は前橋藩士として活動を開始。横断的に諸役に加勢し、藩主直命の御用などに従事。藩主松平は自ら幕府に嘆願して川越藩の分領ともいえる上野国前橋城を再築し、同年完成した。
- 1868年（明治元年）：10月、速水は藩命で横浜の生糸貿易を調査し、世界一と称されるフランスやイタリアの生糸の優秀さを知った[23]。
- 1869年（明治2年）：3月、前橋藩は、横浜開港後のヨーロッパおよびアメリカ向け生糸・繭輸出の急増に対応し、藩営生糸売込商店として敷島屋庄三郎[注釈 2]を開設、藩内の生糸商の勝山宗三郎が出店に協力した。前橋藩は、前橋城再建や移封等により窮乏した藩財政を立て直すために生糸輸出に活路を求めたが、品質が悪く外国人居留地の外商に買いたたかれた[26]。

3月、前橋藩は良質な生糸を大量生産するため洋式製糸所の設置を計画。前橋藩士が横浜英一番館に出向きジャーディン・マセソン商会に洋式製糸所用の中古繰糸器械（上海で使用）の買い入れを相談したが、相手の共同経営申し出（出資）を断ってしまい、話は進まなかった。この頃、速水は同商会との間で汽船セイリーズ号の購入契約が破れキャンセル料6000ドルの支払い交渉をまとめたが、交渉の助言を得ていた横浜甲90番館、シーベル・ブレンワルト商会（スイス Sieber & Brenwald）（、現DKSHジャパン）からイタリア製の製糸器械購入に関する貴重な情報を得た。
- 1870年（明治3年）：5月、前橋藩で生糸品質を向上させるため洋式器械製糸所の開設と外国人雇入れを決定。深沢雄象は参事で藩責任者、速水は生糸取締役で実務・運営責任者に任命された。深沢は元・大目付、前橋町在奉行で、前橋城の再築責任者である。6月、速水はスイス領事を兼務するH・シーベルとスイス人製糸技師C・ミューラーらを熊谷で出迎え、まず伊香保温泉に案内して歓迎の意を表すると、前橋で器械製糸所の設立準備に着手した。

雇い入れたミューラー技師に開業前から指導を受け、速水は8月に入るとヨーロッパにおける生糸の実状を詳しく聞き、過去40年にわたる各国の生糸相場表を借り出した。この技師は製糸先進国イタリアで10年以上の経験があり、速水は短期間で器械製糸技術を習得し、日本最高の製糸技術者として歩み始めた。
同年7月、速水により日本最初の器械製糸所である藩営前橋製糸所が細ヶ沢に開設された（現前橋市住吉町）。武蔵屋伴七宅の一部を借りて試験的に操業を始めている。シーベル領事の斡旋でイタリア式繰糸器械6台を設置すると、日本で初めてケンネル撚り掛け（よりかけ）方式で繰糸が行われた。動力は水力。
同年9月、前橋藩は速水の器械糸と勝山宗三郎の座繰糸とを民部省に送り、品質比較を要請した。横浜の敷島屋庄三郎は検査結果を聞いて藩元に知らせたが、それによると、器械糸はまだ充分の結果が得られず光沢や色が劣り、品位は近くとも座繰糸の方が優れていると評価を受けた。速水はその結果をにわかに信じることができなかったという。
同じ9月、開設3ヵ月の前橋製糸所は本操業に進む。施設を広瀬川から分水した水量豊富な風呂川畔に建てると、繰糸器械は12台（12人繰り）に増設。所在地は前橋の岩神村観民大渡（おおわたり、現前橋市岩神町2丁目7番岩神橋の上流付近）である。前橋製糸所には全国から見学者が相次いで訪れた。速水は、広く製糸技術の伝習希望者を受け入れて指導し、同所は器械製糸技術の全国的普及の最初の拠点となった。
同年10月、前橋藩が財政上の理由により#ミューラーの解雇を決定すると、速水はミューラーをあれこれ説得し、利根川を下る船に乗せて横浜に帰してスイス領事に引き渡したが、ミューラーはすぐ小野組に雇われたのち、工部省に雇われている。
速水は同月、官営富岡製糸場の設置場所を決めようとする民部省の要請により、富岡に行き現地視察に参加。のちに初代所長となる尾高惇忠は、官営富岡製糸場の建設を主張した大蔵小丞渋沢栄一の義兄である。渋沢は尾高を交えてフランス人顧問ポール・ブリューナらと会い、新製糸場の利害を論じた。ブリューナらは富岡の視察を終えると、前橋製糸所を視察した。
11月に入ると同所の資金繰りは逼迫・困窮したので、速水が自ら資金を工面した。ところが大蔵省に出した生糸の建言は聞き届けられず戻されている。12月に入り、速水は築地でスイス領事シーベルと会い、前橋製糸所の資金問題を相談すると相手から出資話が出され、この時は生糸の建言書を通商司に提出し直した。
廃藩置県と富岡製糸場の開業
- 1871年（明治4年）：4月、前橋製糸所の資金問題に関して、スイス領事より文書を受領。5月には、イギリス領事およびジャーディン・マセソン商会（横浜英一番館）のE・ワートルが前橋製糸所を来訪。この企業は上海から引き揚げた洋式製糸用の中古繰糸器械の買い入れを打診しており、藩との交渉は物別れに終わっていた。

8月に入り、大学南校から前橋製糸所を訪れたイタリア人のお雇い教師A・メージャー（A. Major）は、同メーカーの繰糸器械20組を藩に贈った。数年前まで寄贈者の父が上海で器械製糸所を運営していたという。8月29日（グレゴリオ暦）に藩体制は解体された。
- 1872年（明治5年）：3月、速水は、前橋製糸所の書類・建言書・図面等を新設された群馬県庁に提出し、深沢雄象参事に詳しく説明した。またこの時、#ミューラーの指導により築地に開設された小野組製糸所[注釈 3]を訪問している。同所は1873年に運営体が変わる。

10月、官営の製糸場が富岡で操業を始める。工場に設置した300台のフランス製繰糸器械は、蒸気機関を動力とした。稼働まもなく「富岡製糸所」に改称する。
関根製糸所と二本松
1875年、群馬県庁より呼び出しを受け福島県に行くように命じられても、速水は一旦は書面で断っている。群馬県で製糸改良を図ろうとするのに突然、福島に行けと下命があり強い衝撃を受け、驚くべき権令であると考えた）。
2月には、速水の元を訪れた福島県の少属木村醇から、懇切に福島県令安場保和の手厚い歓迎の意が伝えられた。二本松城址に製糸場をつくりたいので是非来てほしいと懇請された速水は、二本松製糸会社の創設に協力する決心をし、前橋製糸所を辞めると、福島県に赴く準備に入る。
翌3月、速水は器械製糸場の設計・建築から技術指導・経営まですべてを指揮するため福島に向かい、二本松に到着した。安場県令とは製糸改良の利害や官業・民業の分別にとどまらず、地理・人情などにも話が及び、時には激論も構え、官営を目指す県令とは意見が合わない点もあり、相手を当惑させた。速水は製糸所は官営ではうまく経営できないので民営にすべきだろうと大胆に上申した。二本松製糸所は3月に設立され同年6月に開業したが、官営ではなく小野組により運営された。
10月に至り、速水は大蔵省勧農寮を訪れると、製糸の改良強化策について議論した。同寮は翌11月に内務省に移管される。大蔵省の租税権頭松方正義、同助渋沢栄一らと面談し、松方から天下の大事であるので渋沢と熟議せよと言われ、渋沢と同人宅にて議論した。渋沢は速水の主張を理解し、租税寮と談判の上で製糸の考えをまとめ松方権頭に提出すると約束した。
速水は二本松製糸所を軌道に乗せ大任を果たしたので離任が決まり、1874年（明治7年）3月に前橋へ帰る。同所の社中から工男工女300余名が途中まで見送りに来た。11月に小野組が没落し、それまで製糸所長だった佐野理八が二本松製糸所の経営の任に異動した。佐野は福島佐野組を創設すると「福島折返糸」の品質改良にも努めた。「娘印」の商標を付した糸が欧米で好評を博した佐野は、二本松製糸所の器械製糸と福島佐野組の改良折返糸の直輸出に尽力した。
福島から前橋に戻った速水は4月、深沢雄象と共に堅曹の実兄である#桑島新平を責任者に据え、新しい器械製糸所の設立を計画した。#河瀬県権令と新器械製糸所建設を談判し、内務省に製糸の改良強化策を申し立てた。
速水はその月に新製糸所の適地として勢多郡関根村の楢山を見立てた（現前橋市関根町）。同所の経営を専ら兄の新平に任せ、深沢にも協力を約束させた。
製糸所新築融資の許可は8月に群馬県（当時は一時熊谷県）から下り、拝借金1万421円が下付された（3年据置、5年賦返済）。勢多郡関根村に#研業社関根製糸所の建設が始まった。
生糸改良の持論
同年3月、速水は内務省勧業寮に出仕（9等）。公務として関根製糸所の誘致の任にも当たっていたが、新製糸所の建築は資金不足のため極めて難航した。内務省（責任者は大久保利通）はこの年、速水に対して欠損続きの官営富岡製糸場の経営状況について調査を命じた。創業3年を経過した収支を確かめると、前年の収支計算は収入12万4千余円に対し支出18万円余（明治7年）、差引5万5千円余の損益を出していた。
速水の分析によると原因は多々あるが、フランス人顧問#ブリューナの給与が極めて高く、また工女の入退場が激しいため熟練者が少なく良品な生糸の生産ができないこと、さらに官営であるため買入繭が相場以上に高い点などが大きな原因であった。この年、ブリューナは日本政府との契約が切れ、部下と共に帰国した。#小野組の7月の破産により、大渡製糸所（前・前橋製糸所）は一時、勧業寮所轄で操業していたが、勝山宗三郎（前橋）が払い下げを受けた。
関根製糸所（研業社）は9月に開業、瓦屋根の木造洋館5棟を中心に多くの建物を擁し、建坪は合計351坪。速水の兄桑島新平を責任者として操業を開始するにあたり、#深沢雄象は開業前に娘の孝ら6名を半年間、伝習のため#星野の水沼製糸所へ預けた。速水の実姉西塚うめは前橋製糸所の女工取締であり、研業社でも同職を割り当てられた。
内務省は前年の1874年（明治7年）に蚕種輸出価格が暴落したため、生産統制に乗り出して「蚕種製造組合条例」を制定する。また製造枚数の自主制限を図らせようと蚕種会議局を、業者の全国組織として設置した。
- 1876年（明治9年）：年初

9月、速水は問答形式でまとめた「生糸改良基礎ノ意見書」を勧業頭松方正義に提出した。この中の問答で速水は、全国に器械製糸所を建設し国が勧業に尽力しても高品質の生糸が製造できる訳ではなく、上役に製糸業を熟知した者がほとんどいないので大金を無駄に費やするだけで効果はないと述べ、漸次の進歩を誘導すべきと論じた。

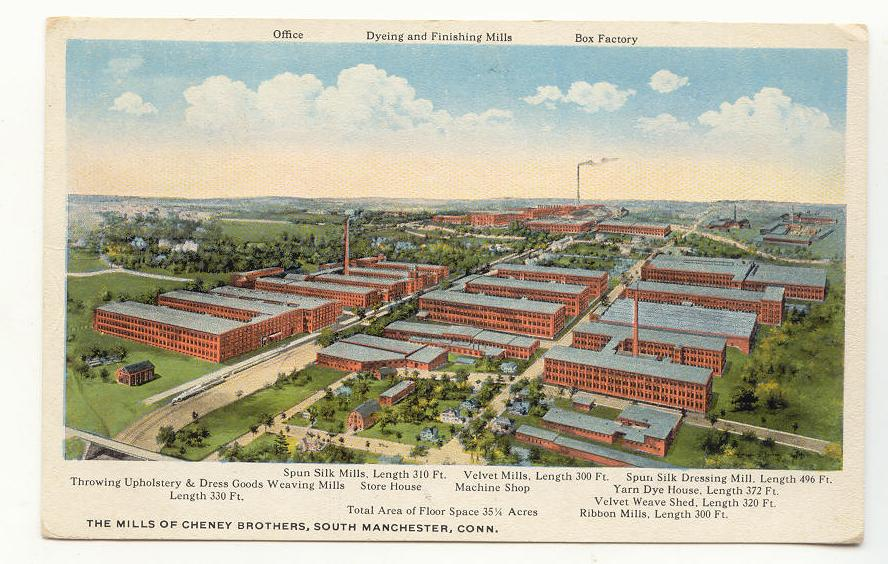
絹紡績のチニー・ブラザーズ社

- 年が改まった1877年（明治10年）、速水は内務一等属に昇進、第1回内国勧業博覧会（内務省主催）で繭・生糸の審査官を務めた。同博覧会は、初代熊谷権令#河瀬秀治が内務省に入り、内務大丞兼勧業寮権頭の立場で推進して成功を収めている。開催は東京の上野、日本初の美術館を会場に使い、その後、博物館（後の東京国立博物館）の建設が予定された。

同年、#深沢元参事や松本源五郎らと共に、改良座繰製糸の一番組（桐華組）を設立。同年、亘瀬会舎（#星野長太郎）がそれまでの提（さげ）造りからイタリア糸と同じ捻（ねじり）造りに変え、さらに技術を磨いた製糸を始める。これが海外市場に通用し民間の輸出でも高利益をもたらすと証明されると、前橋士族は次々と結社を立ち上げて本格的に士族授産に関与し始め、一番組、二番組、三番組と増えていった。
速水の生糸は1877年（出荷元：研業社）、初めて#新井領一郎を通して直輸出された（273斤、売上1706ドル）。最初の売込み先はコネチカット州マンチェスター市のチニー・ブラザーズ社といい、同国最初で最大の絹織物業者（1797年–）で新井から器械製糸と改良座繰糸を大量に購入した。同じ1877年末までに速水は、合計1072斤（約643kg）もの生糸を新井経由でアメリカに輸出し、金額は6726ドルに達した。売込み先は他にも、ニューヨーク市内の絹織物会社ジャコブ・ニュー社や絹織物会社A・T・スチュアート社などに及んだ。
その10月、内務卿・工部卿、少輔松方正義らが新町製糸所、富岡製糸所、#関根製糸所を視察する。この時、速水が松方に提出した富岡製糸所の見込書は、後日、大久保利通に回付された。
精糸原舎の結成
- 1878年（明治11年）：生糸直輸出の規模拡大のため、群馬県下の改良座繰製糸の6組織（桐華組[35]、敷島組[注釈 2]、沼田組、亘瀬会舎[34]、黒川組、山田組）が連合する。統括組織である精糸原舎を結成（前橋北曲輪町、後の精糸原社[42][43]）、共同揚げ返し[要説明]で品質を統一し[44]、集荷した製品は全て検査して出荷した。#深沢が頭取、#星野が副頭取に就任。速水は統括組織の設立過程で楫取素彦（群馬県令）始め深沢、星野らとともに、設立協議や諸規則制定に深く関わった。この直輸出は内商[要説明]への横浜売却に比べて生産者側に高収益を生み、次第に県下の改良座繰製糸の生産量が増え始めた[注釈 6]。

この年、水沼製糸所の#星野はパリ万国博覧会で一等賞と金牌を授かった。松方正義は欧州視察の途中で同博覧会を訪れ、官営富岡製糸場製の生糸の品質が落ちたとの評判を耳にすると、帰国後、同製糸場の2代目所長を更迭した。
この年の蚕種会議局の議事は、全国の蚕種製造業者が自由派と保護・制限派に分かれて混乱し、立ちゆかなくなった。速水は、政府の蚕種製造業保護は却ってその発達を妨害すると上申した。政府は蚕種に関する規則・法令を一切廃止して自由営業とした。蚕種会議局議員は深沢頭取を再選するよう請願している。
製糸所の監督から商社代表へ
- 1879年（明治12年）：官営富岡製糸所は前年から監督が空席であった。速水は器械製糸に関する経験や技術的な識見・経営手腕などを見込まれて第3代所長職を受ける[21]。着任後直ちに、「政府は製糸場の改良を私に一任した。私が来た以上は、すべて私が教授する。指揮に納得しない者は解雇する。いつでも申し出るように。」と、厳しく改革方針を示した[要出典]。最初に取り組んだのは工女の教育で、人を指導する際の心得から、子女教育と家庭円満の方法、日本とヨーロッパの習俗の違いから蓄財方法にまで及んだ。翌年末までの任期に、良質な生糸の生産と赤字体質改善に尽力し、全国に器械製糸の模範を示した[52]。官営千住製絨所の所長[53]も引き続き務め、兼任した。

大久保内務卿の暗殺後、勧農局長松方正義は実質的に大久保の民業奨励政策を継承することになると『勧農要旨』を起草し、この中で富岡製糸場、泉州堺紡績場などの払い下げあるいは廃止の方針を提示した。

### 同伸社
速水は初めて福沢諭吉と1879年12月に面談し、やがて親睦を深めていく。同月、横浜生糸繭共進会で審査官を務め、同会終了後に東京向島で開かれた親睦会の席上、佐野理八、星野長太郎ら有力製糸業者を前にして速水富岡製糸所長は生糸直輸出の必要性を熱心に説き、自分の生糸輸出専門商社設立構想を発表した。
速水の直輸出構想に賛同した20名の発起人は1880年（明治13年）1月に集まり、生糸直輸出会社の設立を諮ると、一同協議のうえ社名を「同伸会社」と称す志を発した。次に設立趣意書を作成し、速水らは各地の有力製糸家を回り賛同を集めた。9月に富岡製糸所で発起会を開き、定款を決議し役員を定めた。速水は取締役に選出されたが、在官のため名前の発表はしばらく控えられた。
内務卿#松方正義より速水は5月中に打診を受けて、富岡製糸所を全て任せようと思うが引き受ける気があるかと問われ、調査結果を見た上で決心したいと応じた。この年、西南戦争後の財政難のため官営工場払下概則が施行されている。8月、速水は松方に会い、富岡製糸所の大事が今日に及んだことについてすこぶる反対であるが、内閣の圧力に屈するべきでないと述べ、断然、民営化すべきと具申して賛意を得た。ところが11月に入っても事態は進まず松方に決断を促すと、ついに富岡製糸所を速水に任せるとの内定話が極まった。
速水は横浜同伸会社の任に当たるため、官職（官営富岡製糸所所長）の辞職願を提出し、12月には内務省御用掛、官営富岡製糸所所長在職のまま、自ら企画を進めた横浜同伸会社を創設する。日本初の全国的な生糸直輸出専門商社は資本金10万円、速水堅曹が取締役社長、高木三郎（元駐米日本公使館書記官、臨時代理公使）が取締役副社長、#星野長太郎が取締役会長に就任した。新井領一郎が同社取締役ニューヨーク支店長に就任し、リヨンにも支店を置き、両支店を通じて現地生糸仲買商・絹織物業者と直接取引を行い販路を拡張したほか、日本商会の生糸営業を譲り受けて継承する。同社の設立は時の大蔵省御用掛の前田正名が唱えた構想に合ったもので（地方生産者の団結→品質改良→直輸出）、貿易実務や蚕糸業行政に精通した有力な元官僚らが集まった。
同社成立の経緯から、政府は1880年（明治13年）12月、巨額の御用外国荷為替資金を横浜正金銀行から供与させた。横浜正金銀行（資本金300万円）の開業年にあたり、政府は直輸出促進のため、為替資金を翌年までに総額400万円、同行に託した。アメリカへの輸出の場合、業者は多額の運転資金を必要とした。一般に買手の支払は商品の現地引渡から6ヵ月先とされており、実際の着金はさらに時間を要した。松方内務卿との面談を翌1881年（明治14年）1月に申し入れると、速水は富岡製糸所の生糸を全て横浜同伸会社に託すこと、直輸出の認可の内諾を得た。松方はこの時、払い下げを大蔵卿の大隈重信に相談した。
松方正義大蔵大臣
上毛繭糸改良会社の資金繰りはいよいよ切迫しており、速水は1881年（明治14年）1月に大蔵少輔吉原重俊、同省御用掛前田正名らに説明した。4月を迎えて農商務省（初代農商務卿河野敏鎌）が設立され、内務、大蔵両省より農・工・商にわたる権限を割譲される。政変を経て10月には松方正義が大隈重信の後任の参議兼大蔵卿に就任した。横浜正金銀行では同月、海外直輸出向け荷為替資金が底をついてしまい、横浜同伸会社は困難に直面した。速水は大蔵卿に着任したばかりの松方に対して25万円を緊急融資するよう直訴した。
新政府の成立後15年を迎えた国は、近代化推進や殖産興業、富国強兵に加えて西南戦争の処理も抱え、紙幣の乱発と物価上昇、貨幣価値の下落に喘いだ。松方は破綻に瀕した国の財政再建を期待され、大蔵大臣の職を就任から10年務める。政府による紙幣整理、歳出抑制、増税による歳入増加をはかったデフレ政策により物価は鎮静する。
ところが中小工業者の破産は増え、生産地豪商農は急速に没落していた。生糸価格の大暴落と地方税増額が追い打ちをかけ、農民は困窮する。外貨獲得の製糸業も見直され、財政支援による輸出奨励・保護政策が強化された。御用掛の前田は静岡と岐阜、三重、滋賀、京都、大阪、兵庫、福井、石川、長野、山梨の11府県を視察巡回して同業者の団結と製品の改良、直輸出の必要を訴える。同年、静岡と三重、大阪、福井、山梨を除く各府県製糸業者はこれに応じ、政府ではなく横浜同伸会社を通じて海外取引に乗り出しており、さらに埼玉と大分が加わった。
原善三郎、渋沢喜作（旧名：渋沢成一郎）、茂木惣兵衛、朝吹英二、馬越恭平らが中心となり、外国人居留地外商から商権を回復しようと「連合生糸荷預所」が設立され、横浜同伸会社も加盟する。外商は自由貿易条項違反だとして激しく反対し、連合加盟社の分断活動を活発化。騒ぎは渋沢栄一と河瀬秀治（元熊谷県初代権令）らが前年にまとめたばかりの東京商法会議所（現東京商工会議所）にも波及し、渋沢と益田孝は解決の糸口を探った。アメリカ公使ビンガムとの非公式会談により、共同倉庫を設立することで外商との和解に至った。
横浜に連合生糸荷預所が新設され、12月に富岡製糸所の払い下げと合わせて松方と速水が議論した。
日本蚕糸協会の設立
1883年（明治16年）：5月には前橋の大火により、大渡製糸所（旧・前橋製糸所）の経営者だった#勝山宗三郎が焼死した。富岡製糸所は農商務省農務局に移管されると、省内で製糸諮詢会が開かれ、日本蚕糸協会の設立が決まる。速水が会頭、河瀬が幹事長に就任したこの協会は、日本初の公的・全国的蚕糸業団体となった。
同年9月に入ると、速水はフランスの例にならい、横浜に生糸検査所を設置するため調査を開始した。また再び官職につく心づもりを整え、11月に横浜同伸会社の代表取締役の職を辞し、後任を河瀬に託した。
経営手腕を買われた速水は1885年（明治18年）、農商務省准御用掛に奏任されて、再度、官営富岡製糸所（旧富岡製糸場）におもむく。第5代所長を務めた1893年（明治26年）までの時期は業績不振が続き、官営ではあるが模範工場というイメージは消えており、創業当初から続く高コスト体質の上に老朽化による修繕費もふくらんでいた。速水には収益改善を追求する企業家的経営が強く求められ、本格的な経営改革に着手。まず、繭を購入する上で障害となっていた繰越補填問題を解決。次に品質改善を図り、横浜同伸会社を通してアメリカ向け直輸出を拡大し、目標とする製糸場の黒字化を達成した。
3年後、速水の実兄桑島新平がおさめた研業社の関根製糸所は経営困難が加速し、1888年（明治21年）に深沢利重が経営を引き継ぐ。その後、同所は建物を火災で焼失し、利重は新たな製糸工場を建てて「深沢製糸所」として再建した（所在地は旧前橋北曲輪町、現・前橋市千代田町）。
- 1889年（明治22年）：群馬県の生糸生産量[68]が長野県に抜かれ、全国第2位となった。

大日本蚕糸会の設立
蚕糸業の改良発達を目的とした「大日本蚕糸会」が発足し、速水は名誉会員の立場から品質低下問題を提起する。最大の輸入国であるアメリカにおいて数年来、日本製生糸が粗製濫造による品質低下で既に信用を失っていることを憂慮し、品質不揃いの原因は蚕種の種類が雑多・混在にあると指摘。同一品質の生糸の生産が難しい原因は良質・同一でない原料繭にあり、劣質の繭を「多種多量（多収量）に養育した者が勝ち」という風潮を示した上で、在ニューヨーク日本領事から詳報があると述べた。
この品質問題はすでに前年、アメリカ絹業協会（Silk Association of America）のB・リチャードソン書記長（B. Richardson）から書簡で善処を要請されており、#星野も製糸業界に警告していた。
官営製糸場の幕引き、日清戦争
- 1893年（明治26年）：三井家が富岡製糸所（旧富岡製糸場）を12万2600円で落札し、官営工場時代に幕が下りた[注釈 10]。
- 1894年（明治27年）：日清戦争が始まったこの年、全国で器械糸の生産量が座繰（ざくり）糸のそれを上回った。この年、長野県の器械糸生産比は91.0%に達していたが、群馬県では19.8%[注釈 11]にとどまった。

### 後進の指導
前橋製糸所の所長を初めて務めた1870年（明治3年）から2年余りの期間に、速水は多くの人に技術を指導した。星野長太郎や長野濬平（熊本）は経営者が自ら指導を受けに来た代表例である。宇都宮の川村伝衛は伝習工女を派遣、二本松の佐野製糸所の他、福井、上田、酒田などからも教えを請う人々が参集した。
1872年（明治5年）5月、群馬県官が立会い、小野家への官営前橋製糸所の引き渡し手順を確認。速水は深沢参事と定禄と製糸の件で激論を交わした。9月には民営製糸所の設立を検討していた勢多郡水沼村（後の黒保根村・現桐生市黒保根町）から、製糸技術伝習生として星野を前橋で預かるように要請を受ける。星野は自ら前橋製糸所に住み込んで技術習得を開始、翌年1月に伝習を終えて水沼に帰った。同月、群馬県は前橋製糸所を正式に小野組に払い下げた。
星野は速水が二本松製糸所の指導におもむいて1874年（明治7年）に帰任する前に、水沢の施設建設費を官費で調達しようと河瀬秀治初代県権令に建築資金拝借を願い出た。その資金作りを助けるため速水は熊谷県のみならず、内務省や大蔵省の部署から部署へと奔走した。翌1875年（明治8年）に速水は、ニューヨークから一時帰国中の佐藤百太郎の計画を耳にする。内務省勧商局の支援と福沢諭吉の協力を得て、佐藤は米国商法（商業）実習生の派遣計画を進めていると#星野に伝えた速水は、熊谷で両名を引きあわせると3人で火鉢を囲みながら派遣計画について話し合った。星野は念願である生糸直輸出実現を確かなものにするため、桐生の問屋へ養嗣子に出した安政生まれの実弟新井領一郎（1855年–1939年）を、アメリカへ派遣するとその場で決意する。県権令はすでに交代しており、星野はすぐさま熊谷県（現群馬県・埼玉県）権令に就任して日の浅い楫取素彦にも相談して賛同と協力を取り付けた。
速水は前橋製糸所の伝習生だった長野濬平を1885年（明治18年）年4月に訪ねると、製糸業の将来について論じた。長野は後世、「先覚の科学者で九州蚕業界の祖」と称され、また『肥後蚕国誌』に記された人物である。速水・長野の会談ののち、熊本の蚕業試験場は1893年（明治26年）に「熊本製糸所」と改称して長野家が運営し、やがて新世紀には片倉工業の傘下に入ることになる。

### 晩年
速水は官吏を退いた後も、養蚕改良や製糸改良に腐心した。
生糸輸出国として日本は、1909年（明治42年）に清国を抜いて世界トップとなった。政府は原蚕種製造所建設に1911年（明治44年）に着手し、さらに蚕糸業法を制定して法制面からも原蚕種配布事業を補完する。かつて1892年（明治25年）、速水が提起した深刻な品質問題への対応は、ここにきて現実化する。品質管理が機械的にできるようになるのは、1920年代であった。
速水堅曹は1913年（大正2年）に死去した。74歳であった。

## 顕彰・栄典
- 1886年（明治19年）7月8日 - 従六位[90]
- 1893年（明治26年）6月29日 - 勲六等瑞宝章[91]
- 1896年（明治29年）、従五位に叙位。
- 1905年（明治38年）、大日本蚕糸会より蚕糸功績賞を受賞。金賞牌授与。

## 家族
- 姉 うめ、西塚家へ嫁ぐ。製糸技術者で管理職。
- 兄 新平、桑島家の養嗣子

## 主な著作
群馬県立文書館〈速水益男家文書〉より。
フィラデルフィア万国博覧会（1876年5月10日–11月10日）
- 速水堅曹「蒸気船図」1875年2月11日（明治9年）か?。「讃は松菊（木戸孝允）外一名」速水が渡米して審査官を務めた記念額。
- 「記念写真a」明治9年。邦人が多数。
- セントラル・フォトグラフィック・カンパニー 撮影「記念写真b」明治9年。速水のほかは外国人。
- 速水堅曹（自記）『速水堅曹履歴抜萃』甲号、18--。罫紙墨書、数えの45歳まで（1839年（天保10年）–1884年12月末日（明治17年））
-  第7巻《資料編 2》〈前橋市史〉。国立国会図書館書誌ID:000001786518。

- 速水堅曹『速水家累代之歴史』18--。速水次郎左衛門政義（初代）から速水真曹（8代）まで
- 速水堅曹『主君松平家略系及末ニ速水ノ景図』18--。2家族の系図。松平家＝結城晴朝より直冨まで。速水家＝初代次郎左衛門政義（初代）より益男（9代）まで
- 速水堅曹『一本の糸 : 旧官営富岡製糸所長速水堅曹詩歌集』富岡製糸場世界遺産伝道師協会歴史ワーキンググループ（編）、2012年5月。国立国会図書館書誌ID:023674814。
- 速水堅曹 著、富岡製糸場世界遺産伝道師協会歴史ワーキンググループ 現代語訳 編『生糸改良にかけた生涯 : 官営富岡製糸所長速水堅曹 : 自伝と日記の現代語訳』飯田橋パピルス、2014年8月。
- 『六十五年記』

共著
- 佐野瑛 纂訂（Sano Akira）『大日本蚕史（正史）』速水堅曹（Hayami Kensō）補修、明治文献資料刊行会、東京〈別題『大日本蚕史（現業史）』〉、1898-03（明治31年）。
  - 佐野瑛 纂訂（Sano Akira） 1-2巻、速水堅曹（Hayami Kensō）補修、明治文献資料刊行会、東京、1898-03（明治31年）。OCLC 748281479。
  - 佐野瑛 纂訂（Sano Akira） 3巻、速水堅曹（Hayami Kensō）補修、明治文献資料刊行会、東京、1898-03（明治31年）。OCLC 748281905。
- 佐野瑛、Akira Sano『大日本蚕史』 別冊 67-1-3、速水堅曹 補修（Hayami Kensō hoshū）、愛一居、東京〈明治前期産業発達史資料〉、1898年。OCLC 551259910。
- 佐野瑛 纂訂（Sano Akira）『大日本蚕史：正史および現業史』速水堅曹 補修（Hayami Kensō）（覆刻）、明治文献資料刊行会、1970年（昭和45年）。OCLC 123366988。22 cm、2巻4冊、各772、323、146頁。